# Робассомеро
Робассомеро (італ. Robassomero, п'єм. Robassomé) — муніципалітет в Італії, у регіоні П'ємонт,  метрополійне місто Турин.
Робассомеро розташоване на відстані близько 540 км на північний захід від Рима, 19 км на північний захід від Турина.
Населення — 3063 особи (2014).
Покровитель — San Gregorio Taumaturgo.

## Демографія
Населення за роками:

Станом на 1 січня 2023 року в муніципалітеті офіційно проживали 122 іноземці з 19 країн, серед них 88 громадян країн Євросоюзу та 3 громадяни України.

## Сусідні муніципалітети
- Казелле-Торинезе
- Чиріє
- Друенто
- Ф'яно
- Ноле
- Сан-Мауриціо-Канавезе
- Венарія-Реале